# Claude Frédéric-Armand Schaeffer

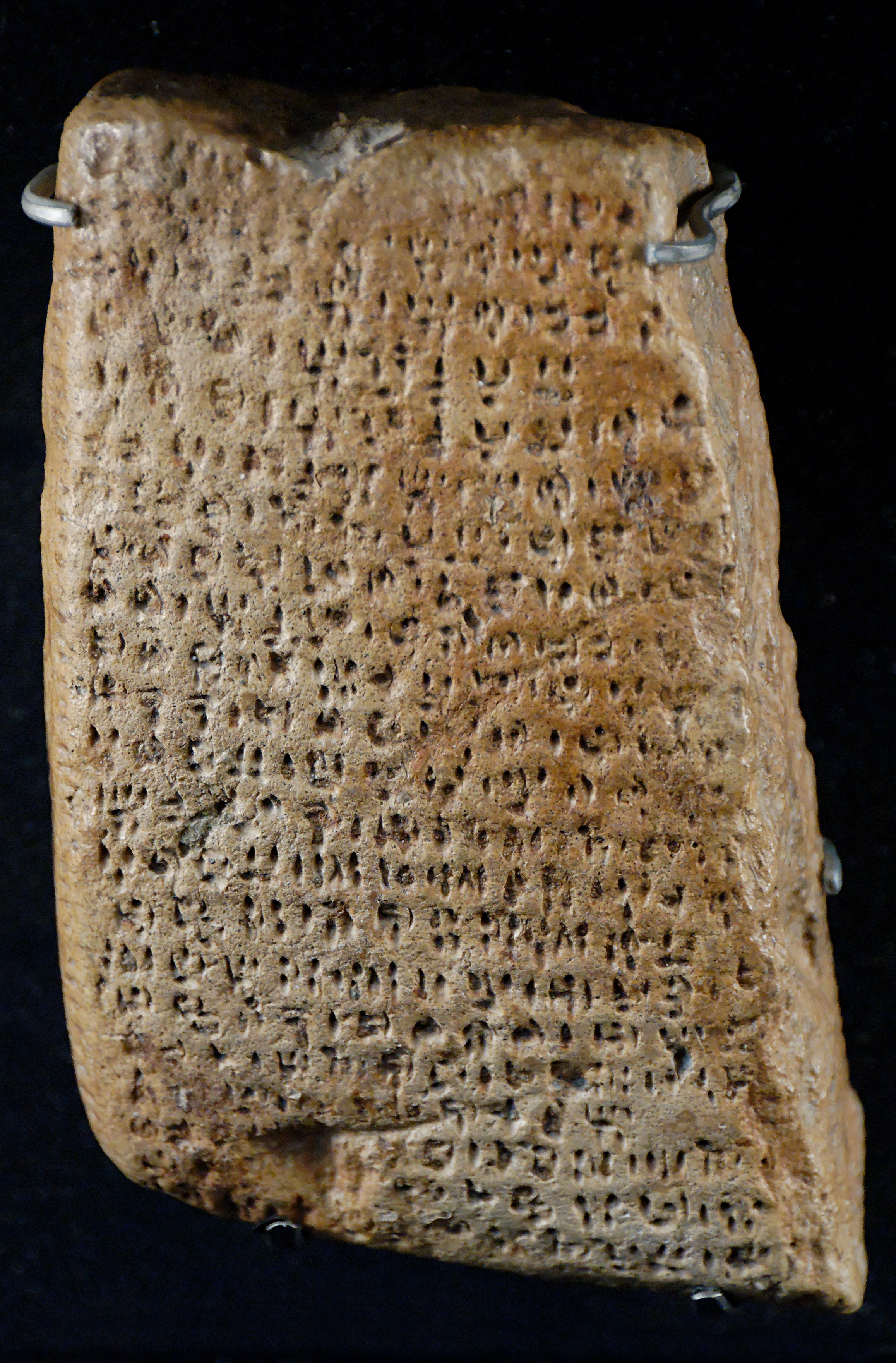
Kypro-minoische Tafel, entdeckt durch Schaeffer in Enkomi auf Zypern (heute in Paris, Louvre)

Claude Frédéric-Armand Schaeffer (geboren am 6. März 1898 in Strasbourg; gestorben am 25. August 1982 in Saint-Germain-en-Laye) war ein französischer Archäologe, der 1929 die französischen Forschungen an der Stätte von Ugarit einleitete. Dabei entdeckte er unter anderem Tafeln mit alphabetischer Keilschrift. Er führte zahlreiche Ausgrabungen in Europa, im Nahen Osten und in Asien durch.

## Werdegang

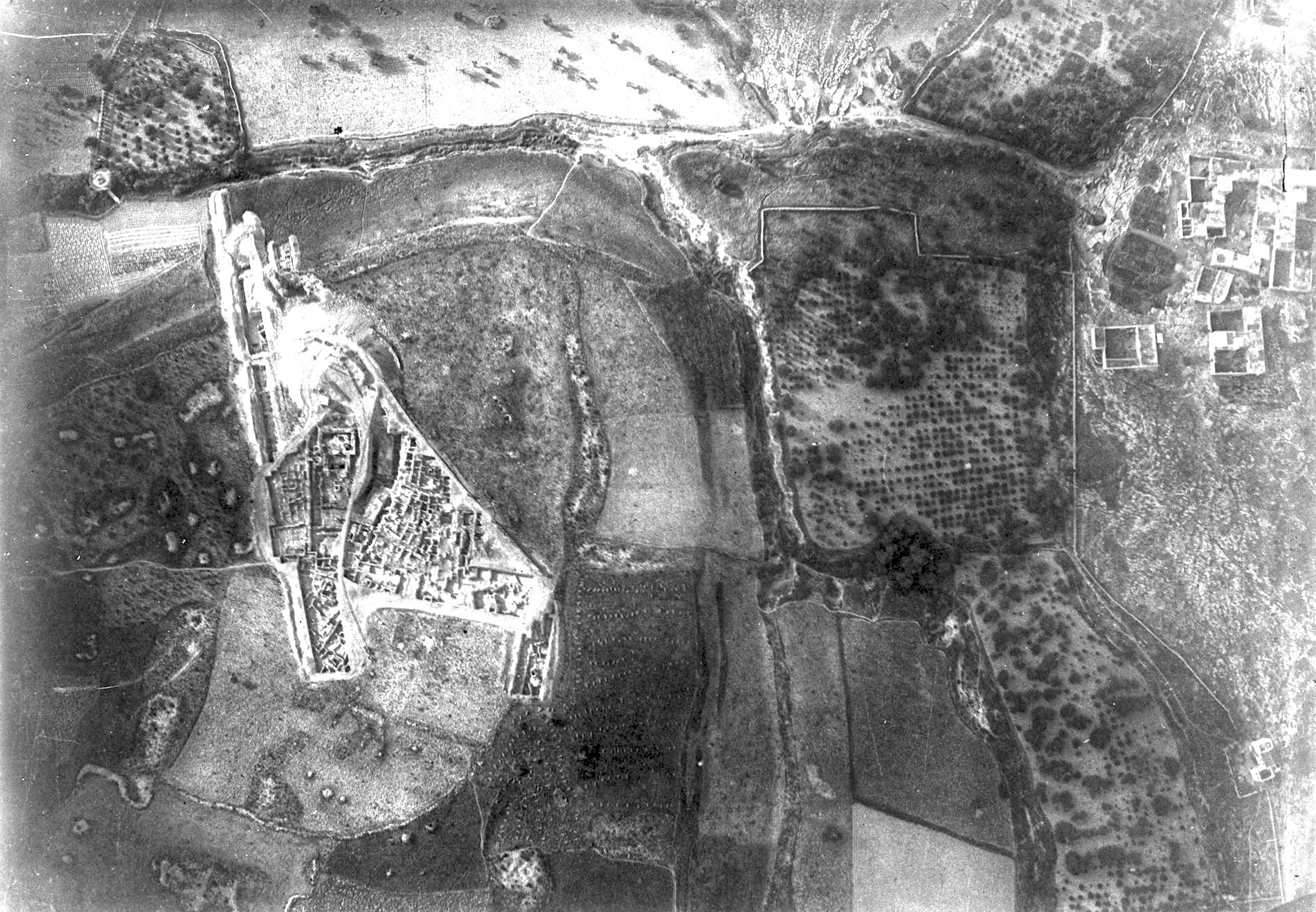
Ausgrabungsstelle Ugarit, 1933

Als Sohn eines Industriellen aus Straßburg studierte Schaeffer zunächst in seiner Heimatstadt bei Albert Grenier und später in Oxford. Als Schüler von Robert Forrer heiratete er dessen Tochter Odile Forrer.
Von 1920 bis 1928 erforschte Schaeffer die neolithischen Tumulus-Gräber im Wald von Haguenau und analysierte die Sammlung von Xaver Joseph Nessel. Als Assistent am Historischen Museum Straßburg und Konservator des numismatischen Kabinetts der Universitätsbibliothek (1924) prangerte er in einer Reihe von Artikeln, die 1927 und 1928 veröffentlicht wurden, den Betrug in der Glozel-Affäre an und schloss sich dem Standpunkt von René Dussaud an, der ihn 1928 mit der Untersuchung der bronzezeitlichen Antiken in seinen Sammlungen und anschließend mit der Leitung der Erforschung des Grabes von Minet el-Beida in der Nähe von Latakia (Syrien) beauftragte.
Im Jahr 1929 reiste Schaeffer mit Georges Chenet selbst nach Latakia und entdeckte dort mehrere monumentale Gräber mit reichem, intaktem Mobiliar, das die Verbindungen zwischen der ägäischen Welt und der Kultur der Levante belegt. Es wurden vier Ausgrabungen organisiert, in deren Verlauf man im Tempel von Ugarit (als das es jedoch erst 1931 identifiziert werden konnte) Tontafeln entdeckt wurden, die wichtige Hinweise auf den Ursprung des phönizischen Alphabets enthüllten und von Charles Virolleaud, Édouard Dhorme und Hans Bauer entziffert wurden.
Schaeffer grub in Ras-Shamra etwa 50 Jahre lang, unterbrochen nur zwischen 1940 und 1947, und machte wichtige archäologische und epigraphische Entdeckungen, wobei er durch stratigraphische Sondierungen die ersten Besiedlungsstufen des Ortes zu Beginn des Neolithikums erkannte. 1939 entdeckte er den Königspalast von Ugarit, den er bis 1956 freilegte, sowie zahlreiche Bronzewaffen, die auf die Beherrschung der Metallbearbeitung hinwiesen und Verbindungen zur hethitischen und ägyptischen Kultur, sowie zu den europäischen Balkankulturen herstellten. Parallel zu seinen Arbeiten in Ugarit wurde Schaeffer 1934 mit der Aufgabe einer Expedition der französischen Nationalmuseen und der Académie des inscriptions et belles-lettres zur Ausgrabungsstätte Enkomi betraut, wo er die mykenische Stadt Alašija entdeckte und durch stratigraphische Untersuchungen vier Städte auf sieben Ebenen erkannte, die sich vom 17. bis ins 11. Jahrhundert v. Chr. erstreckten.
Als stellvertretender Konservator des Musée des Antiquités Nationales in Saint-Germain-en-Laye trat Schaeffer 1940 den Forces navales françaises libres bei und wurde 1944 von Charles de Gaulle damit beauftragt, den Dienst zum Schutz und zur Erhaltung des architektonischen und künstlerischen Erbes Frankreichs zu organisieren. Als Generalsekretär der Ausgrabungskommission des Außenministerium koordinierte er von 1946 bis 1959 die archäologische Forschung. Als Forschungsdirektor am CNRS folgte er im Jahre 1945 dem Historiker Raymond Lantier auf den Lehrstuhl für europäische Vorgeschichte und nationale Archäologie an der École du Louvre und anschließend auf den Lehrstuhl für Archäologie Westasiens, der 1953 für ihn am Collège de France eingerichtet wurde.
1948 wurde Schaeffer Ehrendoktor der University of Oxford, 1953 in die Académie des inscriptions et belles-lettres gewählt.

## Schriften
- Les haches de pierre néolithiques du musée de Haguenau (deutsch: Neolithische Steinbeile des Museums von Haguenau). Imprimerie de la Ville, Haguenau 1924.
- Les Tertres funéraires préhistoriques de la forêt de Haguenau (deutsch: Die prähistorischen Grabstätten im Wald von Hagenau). 2 Bände, Imprimerie de la Ville, Haguenau 1926–1930.
- Un dépôt d'outils et un trésor de bronzes de l'époque gallo-romaine découverts à Seltz (Bas-Rhin) (deutsch: Ein Werkzeugdepot und ein Bronzehort der gallorömischen Epoche aus Seltz (Bas-Rhin)). F. A. Schaeffer, Haguenau 1927.
- Missions en Chypre 1932–1935 (deutsch: Missionen auf Zypern 1932–1935). Geuthner, Paris 1936.
- The cuneiform texts of Ras Shamra-Ugarit (deutsch: Die Keilschrifttexte von Ras Shamra-Ugarit) (The Schweich Lectures of the British Academy). Oxford University Press, London 1939.
- mit anderen Autoren: Ugaritica I–VII. Geuthner/Imprimerie Nationale, Paris 1939–1978 (Academic Commons).
- Stratigraphie comparée et chronologie de l’Asie occidentale (troisième et deuxième millénaires) (deutsch: Vergleichende Stratigraphie und Chronologie von Westasien im 3. und 2. Jahrtausend). Oxford University Press, London 1948.
- Enkomi-Alasia. Nouvelles missions en Chypre, 1946–1950 (deutsch: Enkomi-Alasia. Neue Missionen auf Zypern 1946–1950) (= Publications de la Mission Archéologique Française et de la Mission du Gouvernement de Chypre a Enkomi. Band 1). Klincksieck, Paris 1952.
- Corpus des cylindres-sceaux de Ras Shamra-Ugarit et d’Enkomi-Alasia (deutsch: Corpus der Siegelzylinder von Ras Shamra-Ugarit und Enkomi-Alasia). Band 1 (= Recherche sur les civilisations: Synthèse. Band 13). Ed. Recherche sur les Civilisations, Paris 1983 (posthum).